# Анна Тиролска
Анна Австрийска-Тиролска (на немски: Anna von Österreich-Tirol, * 4 октомври 1585, Тирол, † 15 декември 1618, Виена) от фамилията Хабсбурги, е ерцхерцогиня на Австрия и чрез женитба императрица на Свещената Римска империя от 1612 до 1618 г.

## Биография
Дъщеря е на ерцхерцог Фердинанд II, граф на Тирол (1529 – 1595), и втората му съпруга Ана Катерина Гонзага (1566 – 1621).
Анна се омъжва на 4 декември 1611 г. във Виена за братовчед си император Матиас (1557 – 1619), бъдещият император на Свещената Римска империя (1612 – 1619), от 1608 г. крал на Унгария и Хърватия и от 1611 г. крал на Бохемия. Анна умира бездетна само три месеца преди съпруга си.
Тя желае в завещанието си да се построи 1617 г. капуцински манастир с гробница във Виена за нея и съпруга ѝ.